# Монтальто-Лигуре
Монтальто-Лигуре (итал. Montalto Ligure) — коммуна в Италии, располагается в регионе Лигурия, в провинции Империя.
Население составляет 374 человека (2008 г.), плотность населения составляет 27 чел./км². Занимает площадь 14 км². Почтовый индекс — 18010. Телефонный код — 0184.
Покровителем коммуны почитается святой Иоанн Креститель, празднование 24 июня.

## Демография
Динамика населения:

## Администрация коммуны
- Официальный сайт: https://web.archive.org/web/20090402105932/http://www.montalto-ligure.it/